# Lugos
Lugos (Linux User Group Of Slovenia) je društvo, namenjeno združevanju vseh uporabnikov prostega operacijskega sistema GNU/Linux na območju Slovenije ter širjenju in promoviranju GNU/Linuxa med ostalimi uporabniki računalnikov.

## Zgodovina
Ideje o društvu so se prvič pojavile v začetku leta 1995. Novembra istega leta je bila postavljena spletna stran SLUG (Slovenian Linux User Group). Zaradi prevelike podobnosti kratice, s tisto od skupine slovenskih uporabnikov operacijskega sistema OS/2 (SLOUG), je prišlo do sprejetja novega naziva, LUGOS. Prvi osnutki društva so se obravnavali na t. i. ničtem sestanku, ki se je zgodil januarja 1996. Ustanovni zbor in hkrati tudi prvi sestanek društva LUGOS se je zgodil 14. marca 1996. Po tem se je odvijalo še nekaj sestankov, uredili pa so se tudi vsi potrebni papirji za uradno registracijo društva. V register društev je bil LUGOS vpisan 23. julija 1997 in sicer pri Upravni enoti Ljubljana. Zaporedna številka društva je 328, matična številka pa 1161695.